# 杉原元盛
杉原 元盛（すぎはら もともり、生年不詳 - 天正10年（1582年））は、戦国時代の武将。弥八郎、又三郎。毛利氏の家臣、杉原盛重の嫡男で、弟に景盛、景保。妹に河口刑部小輔久氏妻、吉田肥前守妻、末次元康正室がいる。一説には行松正盛の実子ともされる。
天正9年（1581年）、父：杉原盛重の死去により家督を継ぐ（伯耆民談記）が、天正10年（1582年）に羽柴氏と繋がっていることを名分に弟、景盛に二子ともども謀殺される。
その景盛も天正12年8月、吉川元長に羽柴氏と繋がっていることを理由に佐陀城を攻められ、自刃。